# Thạnh Lợi, Tây Ninh
Thạnh Lợi là một xã thuộc tỉnh Tây Ninh, Việt Nam.

## Địa lý
Xã Thạnh Lợi nằm ở phía bắc huyện Bến Lức, có vị trí địa lý:
- Phía đông nam giáp xã Lương Bình
- Phía tây giáp huyện Thủ Thừa
- Phía nam giáp xã Thạnh Hòa
- Phía bắc giáp huyện Đức Huệ
- Phía đông giáp huyện Đức Hòa.

Xã có diện tích 50,43 km², dân số năm 1999 là 6.332 người, mật độ dân số đạt 126 người/km².

## Hành chính
Xã được chia thành 6 ấp: 1, 2, 3, 4, 5, 6.

## Lịch sử
Ngày 14 tháng 1 năm 1983, Hội đồng Bộ trưởng ban hành Quyết định 05-HĐBT. Theo đó, chia xã Thạnh Lợi thành hai xã Thạnh Lợi và Thạnh Hòa.